# Musée germano-russe Berlin-Karlshorst
Le musée germano-russe Berlin-Karlshorst (en allemand Deutsch-Russische Museum Berlin-Karlshorst) est consacré aux relations germano-soviétiques et germano-russes, plus particulièrement à la guerre sur le front de l'Est pendant la Seconde Guerre mondiale.
Le musée est situé à Karlshorst au sud-est de Berlin, dans le bâtiment qui abrita la signature de la seconde cérémonie de capitulation des forces allemandes le 8 mai 1945 mettant fin à la guerre en Europe. Le bâtiment était le mess des officiers de l'école des pionniers de la Wehrmacht puis, pendant l'occupation soviétique, le quartier général de l'administration militaire soviétique en Allemagne. En 1948, à cet endroit, les Soviétiques remirent l'autorité administrative au premier gouvernement de la République démocratique allemande. De 1967 à 1994, l'immeuble abrita une branche du musée central des forces armées de Moscou, décrivant la capitulation sans conditions.
Après les accords germano-soviétiques sur le retrait des forces armées soviétiques d'Allemagne en 1990, l'Allemagne et l'Union soviétique décidèrent de conjointement en faire un musée sur l'histoire de la guerre germano-soviétique et de la fin du nazisme. Après une refonte de l'exposition permanente, le musée germano-russe Berlin-Karlshort ouvrit ses portes au public en mai 1995, cinquante ans après la fin de la guerre.

## Source
- (en) Cet article est partiellement ou en totalité issu de l’article de Wikipédia en anglais intitulé « German-Russian Museum » (voir la liste des auteurs).